# Robert Ciba
Robert Ciba (* 29. November 1969 in Chmielnik, Polen) ist ein ehemaliger polnischer Boxer im Bantamgewicht. Der fünffache Polnische Meister wurde 1993 Vize-Europameister und 1995 Vize-Weltmeister, zudem nahm er 1992 an den Olympischen Spielen teil.

## Karriere
Robert Ciba trainierte in den Vereinen Walka Zabrze und Olimpia Posen. Er wurde 1990, 1991, 1992, 1993 und 1999 Polnischer Meister, sowie 1989, 1994, 1995 und 1997 Vizemeister. Das in Polen ausgetragene internationale Feliks Stamm Tournament gewann er 1990 und 1994.
Bei den Europameisterschaften 1989 in Athen gewann er eine Bronzemedaille, erreichte das Achtelfinale der Weltmeisterschaften 1989 in Moskau, das Viertelfinale der Europameisterschaften 1991 in Göteborg und das Viertelfinale bei den Weltmeisterschaften 1991 in Sydney.
Bei der europäischen Olympiaqualifikation 1991 in Halle erkämpfte er sich einen Startplatz für die Olympischen Spiele 1992 in Barcelona, wo er in der Vorrunde gegen Mohammed Sabo ausschied.
Bei den Europameisterschaften 1993 in Bursa und den Weltmeisterschaften 1995 in Berlin konnte er jeweils die Silbermedaille erkämpfen, nachdem er in beiden Finalkämpfen gegen Raimkul Malachbekow unterlegen war.
Bei den Europameisterschaften 1996 in Vejle schied er im Achtelfinale aus.